# Лаки пингвини
Лаки Пингвини био је српски рок састав из Београда. Иако су у почетку каријере припадали новом таласу, касније су се окренули према синтпопу и поп року.

## Историја

### Оснивање, популарност и распад (1979—1989)
Састав је основан 1979. године, а први јавни наступ имали су 29. новембра на панк концерту у Пинк клубу у Земуну. У то време састав су чинила четири вокала, али временом састав је промењен и поставу су чинили Ђорђе Драгојловић (вокал), Часлав Станковић (гитара), Срђан Ђурић (бас-гитара), Александар Родић (синтисајзер) и Милан Бубало (бубњеви).
Са озбиљним радом састав почиње у септембру 1982. године, а следеће лето издају први ЕП Шизика, на којем су се поред насловне нашле још и песме Девојка из свемира и Можда можда, а продуцент је био Саша Хабић. Демо верзија песме Можда можда објављена је на Вентилатор 202 Демо Топ 10 компилацији.
Наредне године састав објављује албум првенац — Музика за младе, који је продуцирао Слободан Марковић, а посебно популарне песме са албума биле су Не, нисам твој херој и Моја девојка.
Након објаве албума гостовали су на Фестивалу забавне музике у Сплиту са песмом Ја сам морнар, као и са обрадом песме Паула Анке Воли ме, која је објављена на компилацији различитих извођача под именом Сплит '84.
Наредни албум Стриптиз објављен је 1985. године. Након објављивања албума, певач Ђорђе Драгојловић напушта састав и започиње соло каријеру под називом Супер Ђока, а наступао је на МЕСАМ фестивалу 1984. године.

### Распад и поновна окупљања (1994, 1995 и 2006)
У јануару 1994. године дошло је до поновног окупљања састава, када наступају у београдском Центру Сава са акустичном верзијом песма Шизика, која је снимљена и објављена на фестивалској заједничкој компилацији Без струје.
Наредне године, Драгојловић окупља састав у новој постави коју су чинили бивши гитариста Галије — Драгутин Јаковљевић, бубњар бенда Пилоти Зоран Обрадовић Ћера, басиста Раде Булатовић, док је за синтисајзером био Иван Алексијевић.
Заједно су објавили повратнички албум Стерео, 1995. године. На албуму су се нашле обраде старих песама Благо морских дубина, Крај и Покрени ме, као и песме Шта би дао бре, Драган, Марко и Виолета и обрада песме Лола музичког састава Про арте. Албум је снимљен током јануара у студију Мачак, а продуцент је био сам састав. После објаве албума долази до поновног распада бенда. Драгојловић се појављује на насловној верзији песме Шизика, коју је снимио састав Руж на њиховом албуму Као некад, 1995. године. Крајем 1995. године, појављују се на фестивалу МЕСАМ са песмом Мала - велика.
У марту 2006. године оригинална постава се поновно окупља и наступа као гост састав на концерту Делче и склекова у београдском Дому омладине. У октобру исте године састав је наступао као предгрупа састава Дјуран Дјуран.
На компилацијском албуму различитих извођача Вентилатор 202 вол. 1, објављеном 1998. године нашла се и песме Можда, можда, а овај албум заузео је стото место албума бивше Југославије, објављених у књизи ЈУ 100: Најбољи албуми југословенске и поп музике.

## Дискографија

### Студијски албуми
| Назив           | Објављен |
| --------------- | -------- |
| Музика за младе | 1984.    |
| Стриптиз        | 1985.    |
| Стерео          | 1995.    |

### ЕП
| Назив  | Објављен |
| ------ | -------- |
| Шизика | 1983.    |

### Синглови
| Назив            | Објављен |
| ---------------- | -------- |
| "Cry, baby, cry" | 1985.    |

### Други наступи
| Назив                       | Албум                        | Објављен |
| --------------------------- | ---------------------------- | -------- |
| "Можда, можда" (демо)       | Вентилатор 202 Демо Топ 10   | 1983.    |
| "Ја сам морнар" / "Воли ме" | Сплит '84                    | 1984.    |
| "Шизика"                    | Без струје                   | 1994.    |
| "Можда"                     | Хитови 80-90                 | 1996.    |
| "Моја девојка"              | Поп нон стоп                 | 1996.    |
| "Шизика"                    | Аутоманија 2 — Поп хидраулик | 2000.    |
| "Можда, можда"              | Новогодишњи специјал         | 2004.    |
| "Шизика"                    | Поп вол. 2                   | 2005.    |
| "Baby"                      | Поп рок експрес вол. 1       | 2008.    |